# يوحنا سبنسر
يوحنا سبنسر (بالإنجليزية: John Spencer)‏ (22 نوفمبر 1934 بشفيلد في المملكة المتحدة - 22 أغسطس 2007 بشفيلد في المملكة المتحدة) هو لاعب كرة قدم بريطاني في مركز الهجوم. لعب مع شيفيلد يونايتد.